# 저속도층
지진파의 속도곡선을 참조하면 모호면을 지나 증가하던 지진파의 속도가 약 150~200km에서 갑자기 감소하는데 이를 저속도층이라고 한다. 저속도층의 원인은 암석이 부분적으로 용융되어 있는 부분이 존재하기 때문이다. 이 저속도층은 연약권의 최상부에 존재하며 암권의 하부로 연약권과 암권의 경계를 이룬다.